# Bob Kane
Bob Kane, nome artístico de Robert Kahn (Nova York, 24 de outubro de 1915 — Los Angeles, 3 de novembro de 1998), foi um roteirista, desenhista e quadrinista norte-americano, famoso por ter sido, junto com Bill Finger, o criador do Batman.

## Vida
Um artista habilidoso, Kane chegou ao mundo das histórias em quadrinhos em 1936, publicando sua própria revista que passaria por diversas reformulações. Foi quando o personagem "Superman" foi criado, alavancando as vendas de revistas em quadrinhos, que Kane e o escritor Bill Finger resolveram desenvolver outro combatente do crime mascarado — o "Bat-Man" (como era escrito originalmente). Bob Kane, entretanto, foi quem apresentou a ideia aos editores, e foi o único a ficar com os créditos pelo personagem.
O homem-morcego alcançou rapidamente o sucesso depois de sua primeira aparição na edição número 27 da "Detective Comics", garantindo o emprego de Kane na National Publications (hoje DC Comics) por vários anos.
Kane, que já havia criado um ajudante para o personagem Peter Pupp, propôs a adição de um menino chamado Mercury, que usaria um "super-traje". Jerry Robinson sugeriu um ser humano normal, juntamente com o nome de "Robin", por causa dos livros de Robin Hood que ele tinha lido durante a infância, e observou em uma entrevista de 2005 que ele havia sido inspirado por ilustrações de um livro de N. C. Wyeth. O novo personagem, o artista de circo órfão Dick Grayson, veio morar com Bruce Wayne como seu tutelado em Detective Comics # 38 (Abril 1940) e iria inspirar muitos sidekicks semelhantes em toda a Idade de Ouro dos quadrinhos.
Kane trabalhava com diversos criadores ao seu lado, o que torna difícil identificar hoje quais dos muitos personagens da franquia tem nele seus créditos. Entretanto, de acordo com o historiador Les Daniels, "quase todo mundo parece concordar que Duas-Caras foi uma criação exclusiva de Kane". Mulher-Gato, originalmente introduzida por Kane sem o traje como "a Gata", foi parcialmente inspirada em sua prima, Ruth Steel. Kane, um frequentador de cinema frequente, mencionou que a atriz Jean Harlow era um modelo para o projeto e acrescentou que "eu sempre senti que as mulheres eram felinas". Kane criou o Espantalho e desenhou sua primeira aparição, que foi roteirizado por Finger. Kane também criou a encarnação original de Cara-de-Barro. De acordo com Kane, ele desenhou o Pinguim após ser inspirado pela mascote da então publicidade de cigarros Kool - um pinguim com um chapéu alto e um bastão. Finger, no entanto, afirmou que ele criou o vilão como uma caricatura do tipo aristocrático, porque "cavalheiros ingleses cheinhos" lhe lembravam pinguins-imperador. Apesar de não ter criado o Coringa, Bob Kane aperfeiçoou a personalidade e o visual do vilão.
A maioria de suas contribuições para "Batman" foram nos anos 40, na chamada Era de Ouro da banda desenhada, com vários outros autores o ajudando (como Jerry Robinson, que criou o Coringa). Entretanto, devido à política editorial, Bob Kane recebia os créditos por todas as histórias de Batman, mesmo se não tivesse contribuído em nada. Esta prática continuou até os anos 60, até que seu nome deixou de ser exibido nas revistas. Ainda assim só nos anos 70 que outros criadores começaram a levar o crédito pelas histórias do Batman.
Nos anos 60 Bob Kane criou os personagens de desenhos animados Courageous Cat and Minute Mouse, ou O Gato Corajoso e o Rato Minuto, série com 130 episódios produzidos originariamente no período de 1960-1962.
No filme Batman de Tim Burton, era para Kane ter feito uma ponta no filme, porém isso não aconteceu. Em uma das cenas, o Comissário Gordon segura um desenho do Batman que foi feito pelo próprio autor.
Depois de se aposentar, Kane passou a apresentar seu trabalho em galerias de arte.

## Morte
Kane morreu em 3 de novembro de 1998, aos 83 anos de idade. Foi enterrado no Forest Lawn Memorial Park (Hollywood Hills) no dia seguinte. 